# Васильев, Николай Викторович
Николай Викторович Васильев (10 апреля 1957, Воронеж, РСФСР, СССР) — советский и российский футболист, нападающий, тренер. Мастер спорта (1977), мастер спорта международного класса (1979), мастер спорта (1990).

## Биография
Воспитанник ДЮСШ «Труд» (Воронеж). Выступал за «Труд»/«Факел» Воронеж (1974, 1986), «Торпедо» Москва (1974—1985), «Нистру» Кишинёв (1987—1989), «Тирас» Тирасполь (1990—1991), «Тилигул» Тирасполь (1992), «Лада» Димитровоград (1993—1994), «Конструкторул» Кишинев (1995—1996).
Был главным тренером дубля «Торпедо-ЗИЛ» (2002), работал тренером в ФК «Москва» (2001—2004). Образование — высшее. В 1985 году окончил МОГИФК (Московский областной Государственный институт физической культуры и спорта) в Малаховке. С 1996 года — тренер-преподаватель СДЮШОР «Москва» имени Валерия Воронина. Выпускник Высшей школы тренеров (ВШТ).
В 2010 году футбольный клуб «Москва» потерял профессиональный статус. Команда стала выступать в любительском первенстве, и Николай Васильев стал главным тренером.
В конце 2010 года после ликвидации ФК «Москва» возглавил «Приалит Реутов». Был уволен в конце марта 2011 года по собственному желанию. С 2019 г. — тренер молодёжной команды «Торпедо».
В высшей лиге чемпионата СССР провёл 182 матча, забил 45 голов. В еврокубках — 7 матчей, 4 гола. Совладелец рекорда чемпионатов СССР по числу голов в одном матче — 5 («Пахтакору» в 1979 году).

## Личная жизнь
Сын Александр также футболист и тренер.

## Достижения
- Двукратный финалист Кубка СССР
- Чемпион Спартакиады народов СССР 1979 года в составе сборной Москвы
- Лучший футболист Молдовы: 1988.